# What Lies Ahead (The Walking Dead)
"What Lies Ahead" là tập đầu tiên trong Phần 2 của series phim truyền hình về dịch bệnh The Walking Dead. Tập phim lên sóng trên kênh AMC vào ngày 16/10/2011. Nó được viết kịch bản bởi Ardeth Bey và Robert Kirkman trong khi đó đạo diễn của tập phim là Gwyneth Horder-Payton và Ernest Dickerson.

## Nội dung tập
Sau khi rời khỏi trung tâm CDC, Rick Grimes và phần còn lại của nhóm quyết định sẽ rời khỏi Alanta. Thành phố bị kiểm soát bởi những Xác sống. Và họ quyết định tìm kiếm nơi ẩn náu theo ý tưởng của Shane Walsh đó là một căn cứ quân sự Fort Benning. Trước khi rời khỏi, Rick cố liên lạc Morgan Jones một lần cuối cùng về thành phố. Rick cho biết: "CDC là một ngõ cụt. Atlanta đã không còn gì. Chúng tôi cố đến Fort Benning. Hãy cẩn thận ngoài đó nhé Morgan Jones. Mong anh và Duane Jones vẫn ổn. Hãy tránh xa đường chính. Tiếp tục di chuyển.
Khi nhóm chuẩn bị cho hành trình của họ, Shane Walsh nhìn chằm chằm vào gia đình của Rick. Họ đi trên ba chiếc xe. Daryl Dixon dẫn đầu nhóm bằng một chiếc xe máy của anh trai Merle Dixon. Dale Horvath lái chiếc xe RV đi hàng thứ hai còn Rick lái chiếc xe Cherokee đi cuối cùng.
Carol Peletier, con gái Sophia và Carl ở hàng ghế sau của chiếc xe Cherokee, trong khi buồng lái cả Lori và Rick mượn tượng lại kỷ niệm tuyệt vời cho một chuyến đi đến Grand Canyon khi Carl là một đứa trẻ. Lori giải thích rằng: "Họ không bao giờ làm được điều đó". Vì Carl bị bệnh nên họ quay lại và lái xe về nhà. Rick cười: "Tôi chưa bao giờ biết một đứa trẻ có thể vất vả quá nhiều". Cả Carl và Sophia yêu cầu được đưa đến nhìn thấy Grand Canyon một ngày nào đó.
Dale Horvath lái chiếc xe RV trong khi Glenn nghiên cứu bản đồ đường đi. Andrea quan sát một cách tò mò khi Shane tháo súng ra để để lau chùi.
Khi Shane bắt đầu cho Andrea biết cách tự vệ súng. Cô giải thích rằng đó là món quà từ cha cô trước khi cô và Amy lên đường đi du lịch, để họ có thể tự bảo vệ mình. Shane nói: "Bố cô là người đàn ông thông minh".
Đoàn xe đã gặp phải vấn đề giao thông với hàng trăm xe bị bỏ rơi, chứa đầy những xác chết thối rữa, bị kẹt đường. Trên chiếc xe máy của anh trai, Daryl dẫn họ đi qua một con đường mà những người sống sót khác bị săn đuổi bởi Xác sống. Glenn lo lắng chỉ ra một cầu vượt đường cao tốc cách đây một vài dặm trở lại nhưng Dale bác bỏ nó: "Ta không thể lảng phí xăng".
Cả nhóm lo lắng cùng đi qua các đống đổ nát, không có cách nào để biết những nguy hiểm ẩn náu bên trong. Tình hình tồi tệ hơn khi bộ tản nhiệt động cơ của chiếc xe RV bị hỏng. Điều này buộc nhóm phải dừng lại hoàn toàn - xe của họ bị mắc kẹt.
Cả nhóm quyết định tìm kiếm những thứ cần lấy để giúp cho họ trên đường đi. Dale và Glenn cùng sửa chữa ống tản nhiệt. Lori, Carol, Carl và Sophia nhìn qua những chiếc xe trên xa lộ. Carol tìm thấy và giấu một số quần áo sạch sẽ vào ngực cô và mỉm cười với Lori, cô nói: "Ed không bao giờ để tôi mặc những thứ đẹp như thế này". Rick ở phía sau chiếc xe RV để canh phòng với khảu súng trường. Daryl Dixon và T-Dog đi lấy xăng từ các xe khác. Andrea quay trở lại bên trong xe RV để cố gắng lắp lại khẩu súng của Shane sau khi tìm kiếm thông qua một vài chiếc xe hơi. Shane cũng canh gác ở phía trước xe RV nhưng đã tìm kiếm được một chiếc xe chứa toàn nước lọc. Điều này khiến Dale và Glenn vui vẻ.
Rick nhìn thấy 1 xác sống đang tiến lại gần. Dale leo lên trên mái chiếc RV sau khi nhìn qua ống nhòm thì thấy có cả đoàn xác sống đang đi bộ lại gần phía họ. Rick kịp chui xuống gầm xe RV cùng với khẩu súng trường. Cả Carl và Sophia cũng vậy nhưng ở 1 chiếc xe khác. Lori kịp ôm miệng Carol và động viên cô ấy đừng sợ sệt. Dale nằm sát xuống trên mái của chiếc xe RV còn Shane kịp túm Glenn cũng nằm xuống gầm của 1 chiếc xe khác gần đó. Một xác sống leo lên chiếc xe RV khiến cho Andrea hoảng sợ phải chui vào nhà vệ sinh bên trong chiếc xe RV đó. Cô khó khăn trong việc lắp băng đạn vào khẩu súng. Vì quá hoảng sợ nên Andrea bị xác sống phát hiện nhưng Dale kịp đưa cho cô ấy 1 tuốc nơ vít để tự xử với tên Xác sống. T-Dog đang cố chạy để trốn khỏi những xác sống, anh ta sơ ý bị cắt cánh tay của mình bởi một khung xe bị hỏng. Một động mạch vỡ ra khiến cánh tay của anh ta bắt đầu đổ máu nhiều, điều đó làm cho anh ta gần như hoàn toàn bất lực. Xác sống đuổi theo buộc anh ấy chạy phía sau một chiếc xe nhưng xác sống đến nhiều hơn. T-Dog đang mất máu nhanh chóng, toàn bộ chiếc áo sơ mi đổi thành màu đỏ. Daryl hạ gục hai xác sống rồi ngụy trang bằng cách cho xác sống nằm lên người của anh và T-Dog.
Khi bầy xác sống vừa đi qua, Sophia vô ý bị hai tên xác sống phía sau phát hiện và tấn công. Cô bé sợ sệt nên bỏ chạy theo 1 con mương ở khu rừng trên đường cao tốc. Rick nhìn thấy cô bé và chạy theo cô. Carol khóc cho con gái của mình còn Lori nắm lấy cô và bao che miệng Carol để giữ an toàn cho cả nhóm nhằm tránh thu hút nhiều xác sống hơn.
Sophia bị vấp ngã khi bị hai xác sống đuổi theo và Rick ôm lấy được cô bé. Sophia kêu lên: "Bắn chúng đi" nhưng Rick từ chối vì anh ta không muốn gây thêm nguy hiểm cho việc bắn chúng và kéo nhiều xác sống vào rừng. Rick bế Sophia đến trốn ở 1 gốc cây bên con Mương và dặn dò với Sophia rằng: "Trốn ở đây, Chú sẽ dụ chúng tránh xa khỏi cháu...Nếu chú không quay lại hãy chạy về hướng xa lộ. Quay lại với nhưng người khác nơi chúng ta đã đi qua. Cứ đi theo hướng mà mặt trời luôn ở vai trái của cháu".
Trong quá trình tìm kiếm, Andrea đối mặt với Dale về quyết định ở lại CDC và muốn chết theo ý mình, và lựa chọn ở lại với cô đã tước đi cơ hội đó của cô. Cả nhóm tìm thấy một nhà thờ nhỏ và cử một vài người đi bộ vào trong. Khi Carol cầu nguyện cho sự trở lại của con gái mình, Andrea tình cờ nghe được Shane tranh cãi với Lori về việc anh rời đi, và cô nói với anh rằng cô muốn đi cùng anh. Rick, khi thấy nhóm bắt đầu tan rã, đặt câu hỏi về khả năng lãnh đạo của anh ấy và cũng cầu nguyện để được hướng dẫn.
Rick, Shane và con trai đang đi săn tìm thức ăn và phát hiện ra một con nai gần đó. Khi Carl đi tới gần hơn, một tiếng súng vang lên, và Carl phát hiện ra mình đã bị bắn vào bụng, ngã nhào trước cú sốc của Rick.

## Các diễn viên phụ
- IronE Singleton trong vai Theodore "T-Dog" Douglas
- Madison Lintz trong vai Sophia Peletier

## Đánh giá
"What Lies Ahead" được phát sóng lần đầu tiên tại Hoa Kỳ vào ngày 16 tháng 10 năm 2011, trên AMC. Phim nhận được 7,3 triệu lượt người xem và đạt rating 4,8HH, phá kỷ lục phim truyền hình được xem nhiều nhất trong lịch sử truyền hình cáp. Nó nhận được lượng người xem cao thứ hai trong tuần kết thúc vào ngày 16 tháng 10, cao hơn Jersey Shore nhưng kém hơn một trận đấu trong mùa giải NFL năm 2011 giữa Detroit Lions và Chicago Bears. "What Lies Ahead" cũng đạt được thành tích tương tự, đạt được xếp hạng 3,8 - tức là 4,8 triệu người xem — trong nhóm nhân khẩu học 18-49, theo xếp hạng của Nielsen. Trong nhóm nhân khẩu học 25–54, nó đã thu hút được 4,2 triệu người xem. Tổng lượng người xem sau hai lần trình chiếu encore là 11 triệu người,  tăng 38% so với buổi ra mắt loạt phim "Days Gone Bye", thu được 5,35 triệu người xem trong lần phát sóng đầu tiên.  Lượng người xem trong nhóm nhân khẩu học 18-49 cho thấy mức tăng tương tự, tăng gần gấp đôi so với buổi công chiếu loạt phim. 

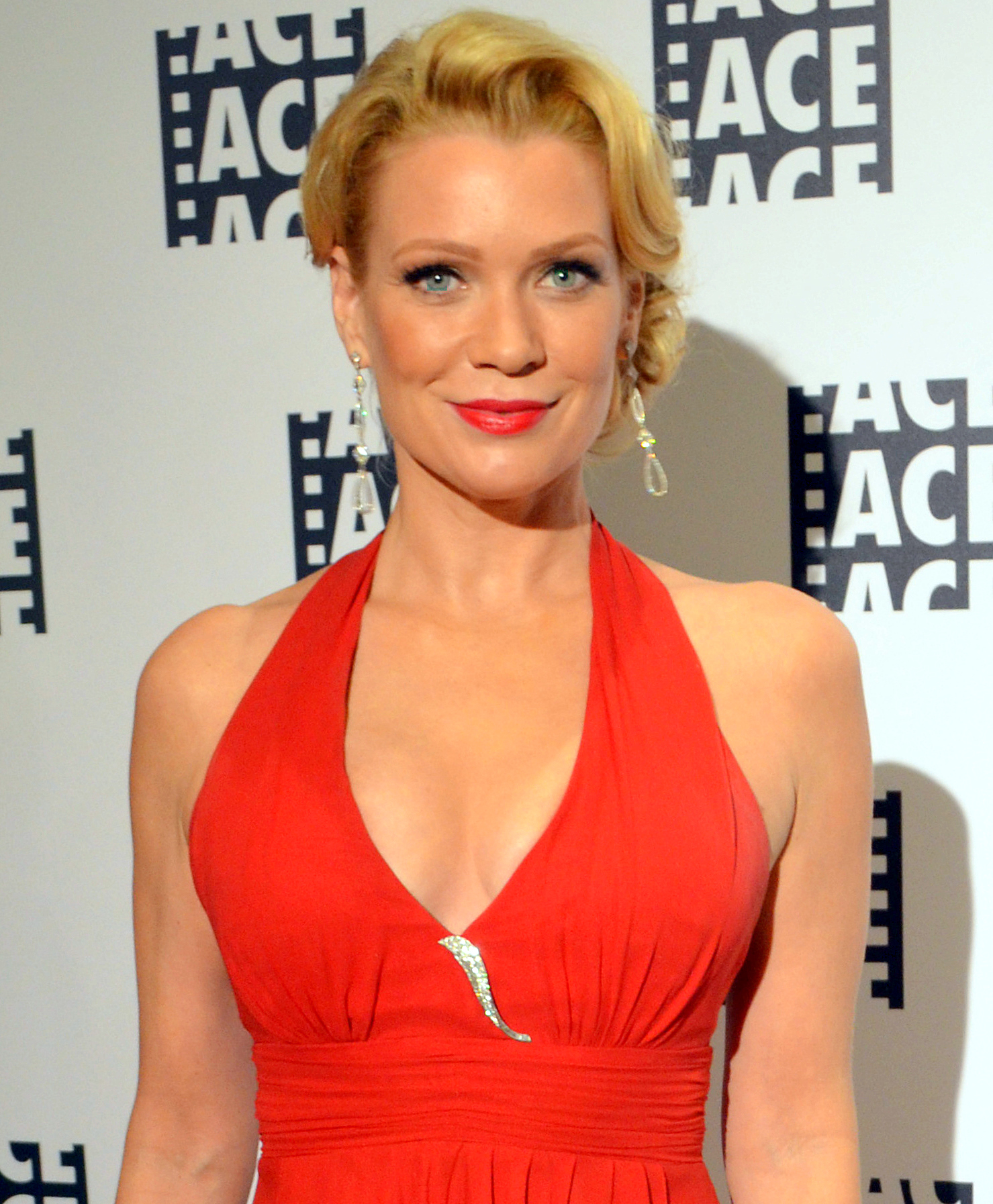
Diễn xuất của Laurie Holden được các nhà phê bình truyền hình đón nhận nồng nhiệt.

Tập phim nhận được phản ứng tương tự ở các thị trường quốc tế. Phim đã được công chiếu ở 122 quốc gia bằng ba mươi lăm thứ tiếng, với tổng lượng người xem là 10 triệu người và xếp hạng trung bình là 2,0 ở hầu hết các thị trường truyền hình được đo lường.  Nó được phát sóng lần đầu tiên ở Tây Ban Nha vào ngày 17 tháng 10 năm 2011, cho khoảng 432.000 người xem, gần 73% trong số họ thuộc nhóm nhân khẩu học 18-49. Tổng lượng người xem tăng 411% so với mùa trước.  Buổi phát sóng đầu tiên tại Vương quốc Anh của tập đã nhận được 693.300 người xem và đạt được xếp hạng 2.204 trong nhóm nhân khẩu học 18-34. Ước tính có khoảng 439.800 người xem thuộc nhóm nhân khẩu học 18-49, khiến nó trở thành chương trình được xếp hạng cao thứ hai trong tuần trên FX. Tổng lượng người xem ở Mexico đã tăng 30% so với mùa trước, lên 296.090. Nó trở thành chương trình có tỷ suất người xem cao nhất trong đêm trên truyền hình trả tiền.  Đây cũng là chương trình truyền hình trả tiền được xếp hạng cao nhất trong đêm trong khung giờ của nó ở Colombia, đạt được 296.950 người xem và  đạt được xếp hạng 2,57 trong nhóm nhân khẩu học 18-49 hoặc 92,240 người xem.  Tại Ý, đây là chương trình được đánh giá cao nhất đối với nam giới trong nhóm nhân khẩu học 18-49 và là chương trình được xem nhiều thứ hai trong khung thời gian của nó.
Màn trình diễn của tập đã gây ra phản ứng từ một số giám đốc điều hành của các chi nhánh phát sóng của loạt phim. Hernan Lopez, Giám đốc điều hành của Fox International Channels (FIC), nhận xét, " The Walking Dead đã đi từ hiện tượng sang đại dịch. Những con số trong tuần đó kết hợp với kết quả ra mắt đáng kinh ngạc ở Mỹ đã cho chúng tôi biết rằng virus hiện không kiểm soát được. Charlie Collier, chủ tịch của AMC, cảm thấy rằng The Walking Dead là một bộ phim hiếm hoi tiếp cận thành công khán giả cốt lõi cũng như mở rộng cơ sở người hâm mộ, nói rằng, "That The Walking Dead hiện là bộ phim truyền hình được xem nhiều nhất trong lịch sử của cáp cơ bản là đáng kinh ngạc, giống như những thây ma của chúng ta. "
Tương tự như vậy, Neil Brown Jr., nam diễn viên đóng vai Guillermo, đã trả lời phỏng vấn khi anh ấy ẩn ý nhắc đến việc có thể tham gia buổi ra mắt Phần 2. Điều này cuối cùng đã không bao giờ xuất hiện trên màn hình.

## Cái chết trong tập
1 con nai

## Bên lề
- Lần xuất hiện cuối cùng của Sophia Peletier (còn sống)
- Tên của diên viên Norman Reedus đã được thêm vào đoạn intro của phim.
- Tên của tập phim  "What Lies Ahead" đề cập đến những nguy hiểm rình rập đang chờ đợi phía trước.
- Ban đầu, tập phim sẽ có tựa đề "Miles Behind Us", giống như trong truyện tranh.
- Bệnh viện Grady Memorial, một địa điểm quan trọng trong Phần 5, xuất hiện trong cảnh mở đầu.

==Tham khảo==